# Gerhard Friedrich Müller
Gerhard Friedrich Müller (Herford, 29 ottobre 1705 – Mosca, 22 ottobre 1783) è stato un esploratore, storico ed etnografo tedesco.

## Biografia
Nel 1725 fu invitato a San Pietroburgo per cofondare l'Accademia Imperiale delle Scienze. Müller partecipò alla prima spedizione in Kamčatka e riferì in un suo rapporto circa la vita e la natura dell'estremo oriente al di là degli Urali. Dal 1733 al 1743 diciannove fra scienziati e artisti attraversarono la Siberia per studiare popolazioni e culture e raccogliere dati per mappe cartografiche. Müller descrisse e categorizzò l'abbigliamento, le religioni e i rituali dei gruppi etnici siberiani e per questo è considerato il padre dell'etnografia.
Fu uno dei primi storici a compiere uno studio generale sulla storia russa basandosi sull'esame di fonti documentali, ma il risalto che diede al ruolo di Scandinavia e Tedeschi — un germe della cosiddetta teoria normanna — gli valse l'inimicizia di Michail Vasil'evič Lomonosov che aveva precedentemente sostenuto la sua opera e pose termine alla sua carriera accademica in Russia.
Nel 1761, Müller fu nominato membro straniero dell'Accademia Reale Svedese delle Scienze.

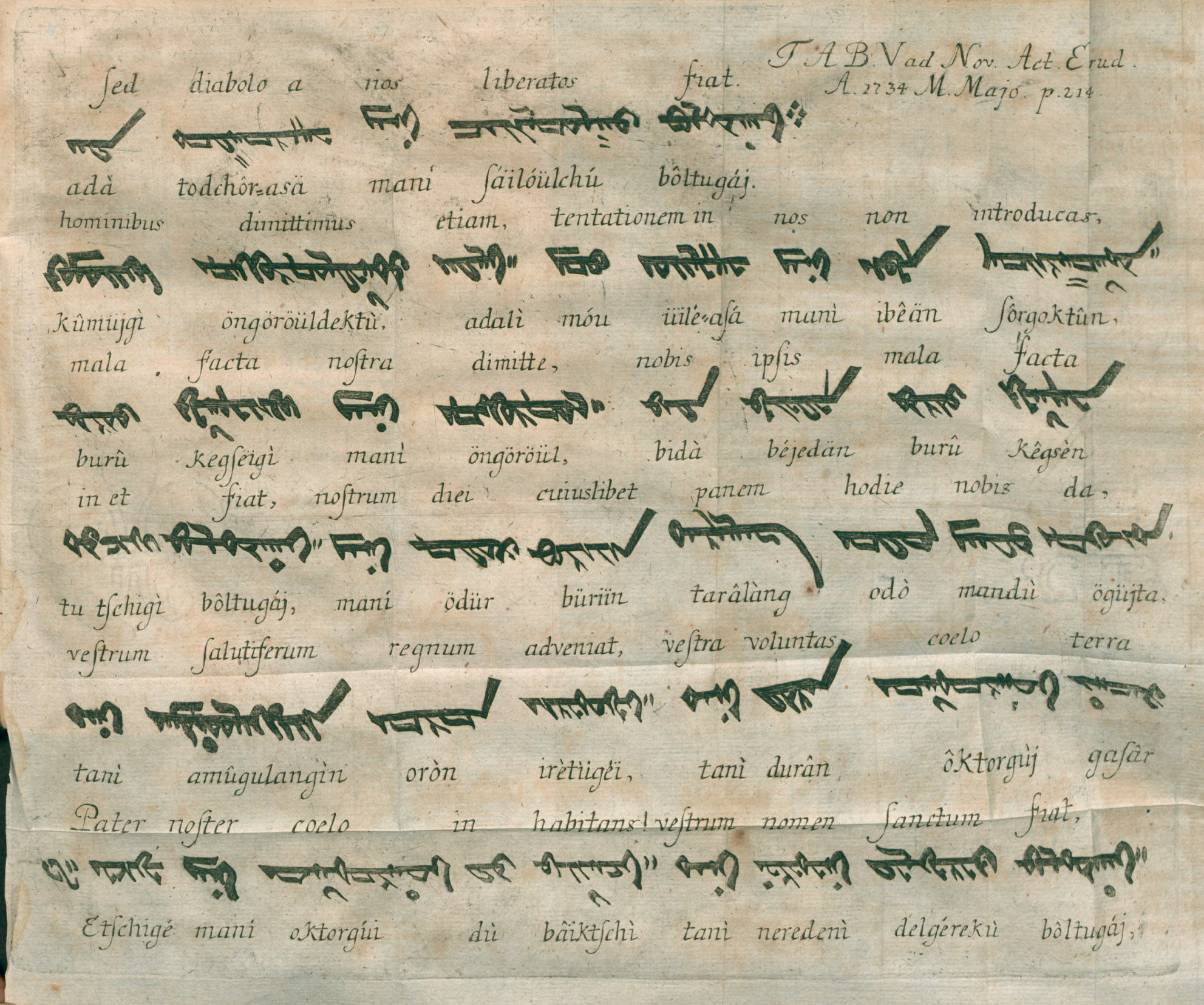
Illustrazione all'articolo scritto da Muller per gli Acta Eruditorum del 1734 sull'oratio dominica